# Навля (станция)
На́вля — узловая станция Киевского направления Московской железной дороги, расположенная в пгт Навля Брянской области. По основному применению является промежуточной, по объёму работы отнесена к 3 классу.
Навлинский железнодорожный узел считается[кем?] третьим по значению в Брянском регионе.

## Характеристика
На станции останавливается несколько поездов дальнего следования и все пригородные поезда. Станция находится на электрифицированном участке линии. Вокзал одноэтажный, отремонтированный. Имеет кассы, зал ожидания, отделение полиции.
Платформы две, низкие, одна — островная, другая — боковая. Есть пешеходный мост для пассажиров.
В южном направлении железная дорога разделяется на электрифицированную линию (на Суземку) и неэлектрифицированную (на Комаричи и Льгов).

## Дальнее сообщение
| № поезда                         | Маршрут движения                 | № поезда                         | Маршрут движения                 |
| Круглогодичное обращение поездов | Круглогодичное обращение поездов | Круглогодичное обращение поездов | Круглогодичное обращение поездов |
| -------------------------------- | -------------------------------- | -------------------------------- | -------------------------------- |
| 359                              | Калининград — Адлер              | 360                              | Адлер — Калининград              |
| Сезонное обращение поездов       |                                  |                                  |                                  |
| 467                              | Смоленск — Адлер                 | 468                              | Адлер — Смоленск                 |